# Мірослава
Мірослава (рум. Miroslava) — село у повіті Ясси в Румунії. Входить до складу комуни Мірослава.
Село розташоване на відстані 320 км на північ від Бухареста, 5 км на захід від Ясс.

## Населення
За даними перепису населення 2002 року у селі проживали 1512 осіб. Усі жителі села рідною мовою назвали румунську.
Національний склад населення села:
| Національність | Кількість осіб | Відсоток |
| -------------- | -------------- | -------- |
| румуни         | 1507           | 99,7%    |